# Vườn quốc gia Huerquehue
Vườn quốc gia Huerquehue (phát âm tiếng Tây Ban Nha: [werˈkewe]) là một vườn quốc gia nằm trong các khu rừng mưa ôn đới Valdivia của dãy núi Andes, thuộc Cautín, vùng Araucanía, miền nam Chile. Vườn có diện tích 125 km² địa hình đồi núi nằm ở phía đông hồ Caburgua, với độ cao thay đổi từ 720 đến 2.000 mét so với mực nước biển.
Một trong những đặc trưng đáng chú ý nhất của vườn quốc gia là các khu rừng bách tán Chile hàng nghìn năm, làm nền hoàn hảo cho những ao hồ nhỏ điểm xuyết trong vườn quốc gia này. Hồ Tinquilco nằm ở phần thấp hơn của khu bảo tồn này.